# Richard Bright (medico)
Richard Bright (Bristol, 28 settembre 1789 – Londra, 16 dicembre 1858) è stato un medico inglese, noto per l'attività pionieristica nella ricerca delle malattie renali.

## Biografia

### I primi anni e gli studi scolastici
Nato a Bristol, Gloucestershire, era il terzo figlio di Sarah, donna dalle notevoli qualità e di grande spirito, e Richard Bright Sr., ricco mercante e banchiere nonché uomo di ingegno. Bright trascorse i primi anni della sua vita immerso nella quiete della villa che il padre ereditò dalla madre, Sarah Meyler, presso Ham Green. Questo luogo offriva piacevoli occasioni di svago e spensieratezza per Richard Jr. e i suoi fratelli Henry e Phoebe, tra cui lunghe passeggiate per collezionare farfalle, per scrutare la bellezza di quei luoghi, per cogliere fiori da osservare meticolosamente. Nel settembre 1795, all'età di sei anni, Bright iniziò la sua esperienza scolastica a Bristol, seguendo le lezioni in casa del Dr. Estlin riguardanti le scienze, la matematica, la botanica e la geografia, senza trascurare la storia antica, il greco ed il latino.

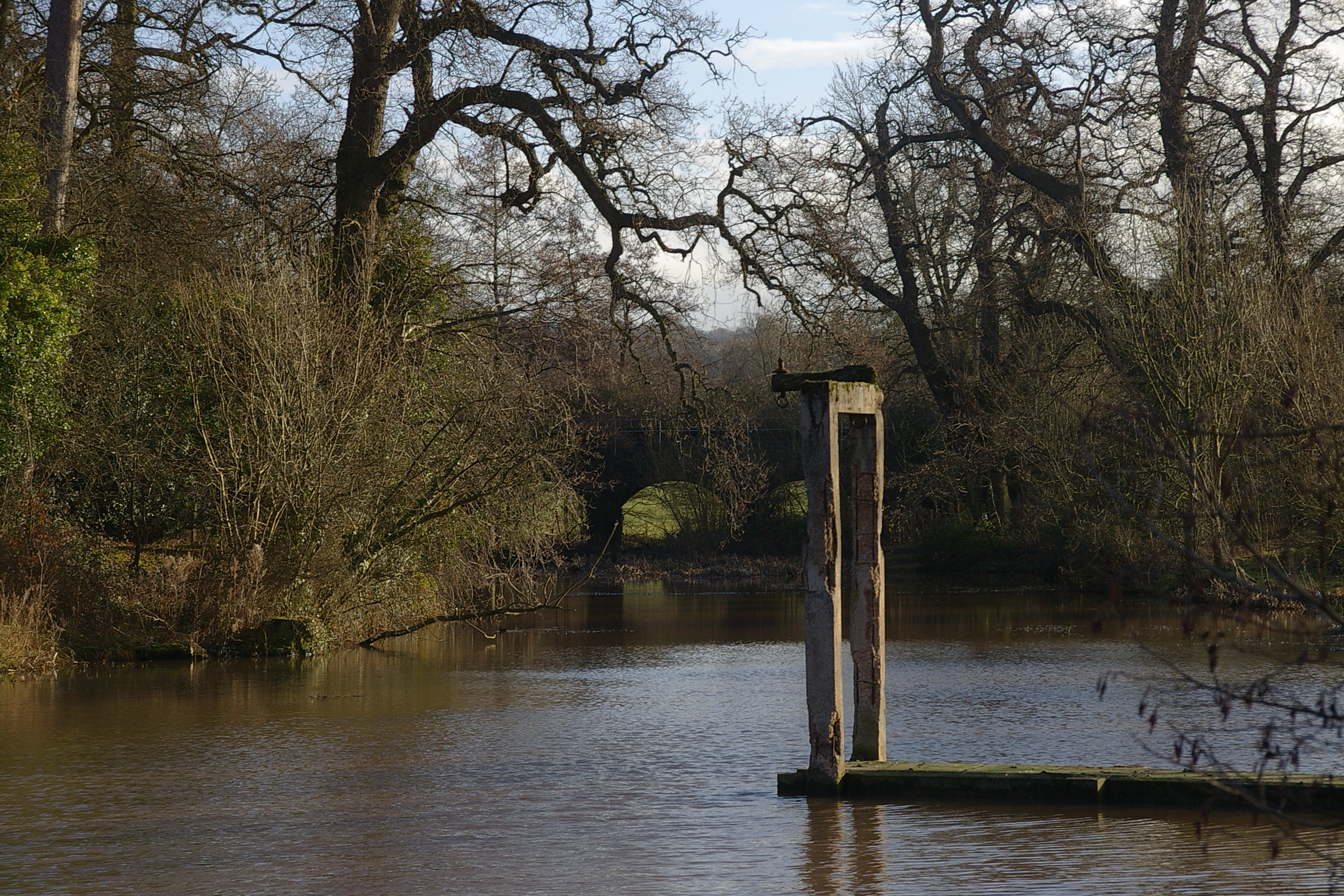
Lago di Ham Green

 Venivano conciliate sia le attività di studio vero e proprio sia iniziative fuori porta, durante le quali gli studenti potevano coltivare liberamente i loro interessi; ciononostante, il giovane Bright, che si distinse assai presto per la sua notevole capacità d'osservazione, fu in questo periodo malinconico ed infelice. La sua tristezza ebbe fine all'arrivo a scuola di Henry Holland, figlio del Dr. Peter: tra i due si instaurò una grande complicità di interessi ed una profonda e sincera amicizia che venne favorita anche da Richard Sr. per le buone maniere del giovane e per la sua gentilezza. Quando Henry si trasferì a Liverpool nel 1804, Bright accusò il colpo, cadendo in depressione ed in un vero e proprio torpore mentale e fisico che sfocerà, nel Natale di quell'anno, in una mononucleosi. Il medico di famiglia, il Dr. Lovell, gli consigliò allora, una volta guarito, di trasferirsi ad Exeter, un luogo più salubre e tranquillo di Bristol. Giunto in città all'inizio del 1805, venne accolto dalla famiglia Carpenter, che si dimostrò disponibile con il giovane Bright, ma che, allo stesso tempo, gli impose uno stile di vita molto rigido: preghiere mattutine, discussione a colazione di questioni politiche, la mattina dedicata alle lezioni scolastiche, il pomeriggio allo studio, la sera alla stesura di saggi e, dopo cena, alla lettura della Bibbia, degli inni e delle Considerazioni sul carattere di Cristo. Il Dr. Carpenter, essendosi accorto della molteplicità di interessi del giovane e del suo eclettismo, gli affidò una posizione di rilievo all'interno della scuola: sei alunni cui impartire lezioni di francese e Nuovo Testamento (un ruolo molto simile al moderno tutor). Nonostante Bright soffrisse ancora degli strascichi della malattia e della lontananza dalla sua città natale, rimase felice ed entusiasta per questo incarico ed è proprio in questo periodo che, progressivamente, egli maturò la scelta di diventare un medico. Richard Sr., che si era nel frattempo ammalato di gotta, sebbene fosse titubante sulle reali possibilità del figlio di emergere in un campo così competitivo, condivise il suo interesse per la scienza, incoraggiandolo a considerarla come una futura carriera. Finita la sua esperienza scolastica in casa Carpenter nel giugno 1808, Richard Jr. tornò non ad Ham Green, interessata da un progetto di espansione urbanistica, ma a Worcestershire, dove la famiglia si era trasferita per vivere la tranquillità del paesaggio. Fu proprio il contatto stretto con la natura ad inaugurare quella che viene definita come la fase romantica di Bright, durante la quale egli si dedicò alla sua passione poetica, alla stesura di poemetti e ad un'intensa riflessione che lo portò a migliorare alcuni lati del suo carattere timido ed introverso e ad affrontare con maggior spirito gli studi universitari.

### L'università e il tirocinio al Guy's Hospital
Ad Edimburgo, Richard Sr. inviò il figlio a casa di un pastore evangelico con la speranza che potesse entrare in contatto con la vita ecclesiastica e avvicinarsi ad essa piuttosto che addentrarsi nel percorso arduo della medicina. In realtà, proprio il reverendo Bob Morehead che ospitava Bright Jr. era stimato presso gli ambienti intellettuali della città ed aveva molti amici medici: questo non fece altro che stimolare ancora di più le ambizioni del giovane Richard. Giunse nel 1808 il momento di iscriversi ai corsi pre-laurea di economia politica, di filosofia morale e naturale e di matematica - infatti, presso l'Università di Edimburgo, prima di frequentare la facoltà di medicina, era necessario possedere una conoscenza di base di altre materie. 

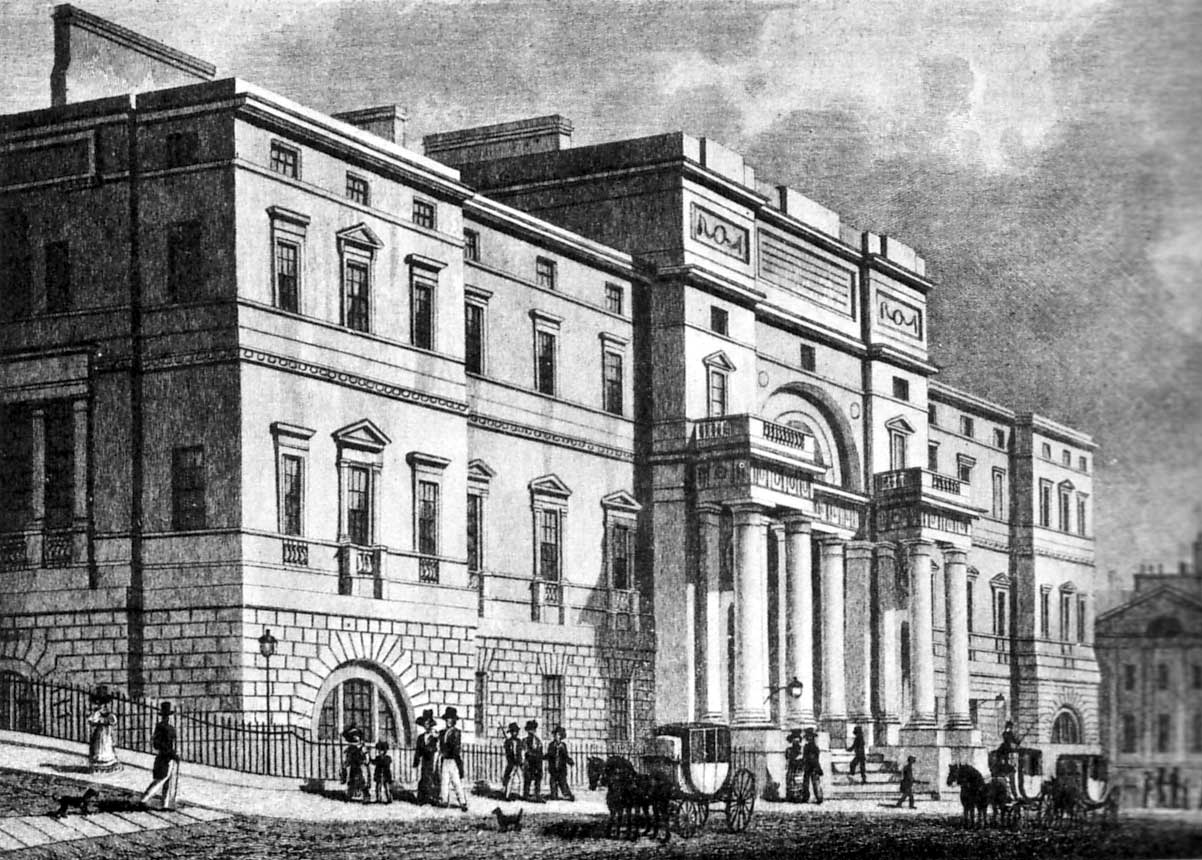
Università di Edimburgo ai tempi di Bright

A Bright Jr. il sistema universitario piacque fin dall'inizio perché, in primo luogo, veniva concessa maggiore libertà in confronto al severo e controllato stile di vita dei Carpenter e, in secondo luogo, perché i professori erano più amorevoli ed interessati alla cultura dei loro discepoli. Il giovane Richard si distinse anche qui per le sue notevoli capacità: mentre stava partecipando ad una pausa con il prof. Stewart, che era asmatico, gli consigliò, pur non essendo ancora iscritto a medicina, di inspirare vapore caldo durante l'atto della tosse in modo tale da avere subito un fresco sollievo piuttosto che aria atmosferica colma di agenti irritanti. Studiò anche geologia, chimica fisica ed etnologia per le importanti connessioni con la medicina. In soli sedici mesi Bright ottenne la sua prima laurea e nello stesso periodo divenne uno stimato botanico e geologo. Terminato questo corso di preparazione, poté procedere ad iscriversi al corso di medicina. Questo avvenne nell'ottobre 1809, quando Bright aveva 20 anni. Sviluppò anche una certa abilità oratoria parlando presso la Speculative Society, una sorta di raduno di tutti gli studenti delle varie facoltà che si incontravano per discutere sullo spunto offerto da uno studente. Egli stesso tenne un discorso, superando la tensione di parlare di fronte a migliaia di studenti, professori dell'università e personalità dal notevole livello culturale. Partecipò anche alle prime dissezioni con il prof. Monro, rimanendone profondamente affascinato, alle lezioni di chimica con Charles Hope, del quale ammirò la grande sapienza, ai primi tirocini con i quali ebbe modo di coniugare il sapere teorico con la pratica, mostrando una grande accuratezza ed una particolare attenzione ai dettagli.
Il 18 aprile 1810 accompagnò Sir George Mackenzie in una spedizione estiva in Islanda, dove condusse studi naturalistici. Bright ritornò dal viaggio pieno di entusiasmo, di spirito, senza più quell'aria di insoddisfazione e di incomunicabilità che lo caratterizza, ed ancor più convinto del fascino della medicina.
In seguito, proseguì gli studi di medicina al Guy's Hospital di Londra, incoraggiato sia dall'esperienza dell'amico Holland sia dalla notorietà di quell'ospedale, che annoverava tra i suoi medici il grande anatomista Astley Cooper, che farà nascere in Bright l'interesse per l'anatomia patologica. Qui poté assistere a operazioni chirurgiche e dissezioni e seguire da vicino medici e chirurghi per imparare direttamente dalla loro esperienza. A quel tempo quasi tutti gli studenti decidevano di seguire la strada della chirurgia, mentre Bright sceglie quella del medico. 

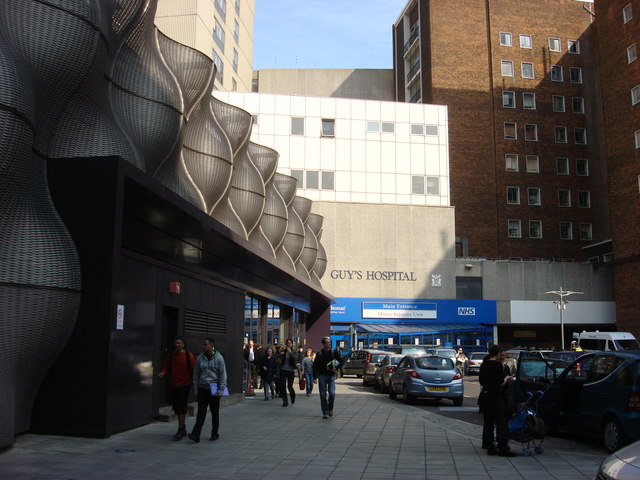
Il Guy's Hospital oggi

Dopo un anno al Guy's sarebbe tornato ad Edimburgo a completare il corso ed a laurearsi. Richard Jr., che era al seguito del famoso Dr. William Babington, ebbe fin dall'inizio una posizione di rilievo, rispetto agli altri studenti, all'interno dell'ospedale: visitava i pazienti (per la maggior parte di bassa estrazione sociale), osservava il decorso della malattia e cominciava ad imparare la tecnica del salasso. Bright venne subito notato tra i tirocinanti per la sua abilità e la sua dedizione al lavoro e, infatti, poco dopo gli fu concesso di somministrare farmaci ed entrare nella Società Medica del Guy's, in cui riscosse molto successo, dopo aver tenuto un famoso discorso contro la pratica del salasso: ne accettava l'uso solo per alcune malattie cardiache e per insufficienze polmonari croniche. Dotato di un vero e proprio eclettismo e convinto che medicina e chirurgia dovessero procedere di pari passo, non trascurò nemmeno la branca chirurgica e, in pochi mesi, fu in grado effettuare sui pazienti estrazioni dentarie e svuotamenti di ascessi. Continuò nello stesso tempo a studiare assiduamente ed a dedicarsi alla scrittura della tesi sull'erisipela, osservandone la manifestazione e cercando di capirne la causa, fino a quel momento sconosciuta (Leeuwenhoek aveva già scoperto i batteri, ma solo in seguito si comprese che i responsabili sono gli streptococchi) e ad avanzare l'ipotesi che questa la malattia fosse contagiosa e più virulenta nelle donne in puerperio. Nel settembre del 1813 tornò ad Edimburgo per garantirsi il dottorato in medicina. Il titolo della sua tesi fu appunto De erysipelate contagioso (L'erisipela contagioso).

### IlLocked ilWillan Fever Hospitals
Dopo l'esperienza al dispensario di Caley Street, in cui ebbe modo di studiare le malattie da più vicino e di capire quale fosse il trattamento più efficace, e dopo i viaggi effettuati in europa tra Amsterdam, Berlino, Vienna e Ungheria (nel corso del 1815 risiedette nel Festetics Castle di Keszthely, dove oggi si trova una grande targa che reca le seguenti parole:
)
Bright si interessò, questa volta, della sifilide al seguito del dr. John Pearson, che a quel tempo ne era uno dei più rinomati studiosi, seguendolo al Lock Hospital. Bright notò ben presto che la conoscenza della malattia e il suo trattamento erano precari e avanzò l'ipotesi che oltre al sistema cerebrale la sifilide potesse anche arrecare danni all'apparato mesenterico. Infatti, si stupì che ancora a quel tempo nessuno avesse praticato un'autopsia su un corpo affetto da tale malattia. La stessa convinzione venne condivisa dal noto Thomas Addison, anch'egli allievo di Pearson. 

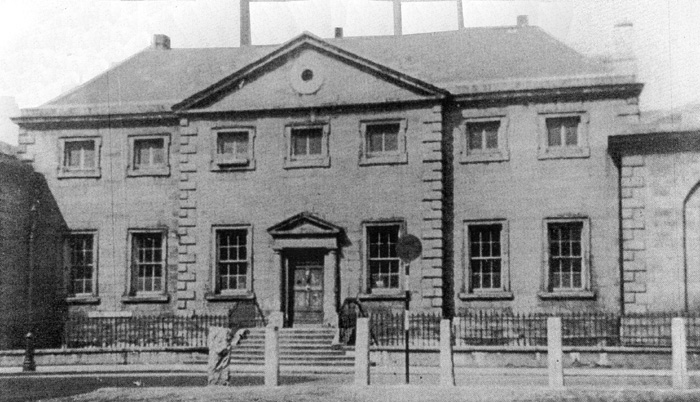
Il Lock Hospital nel 1800

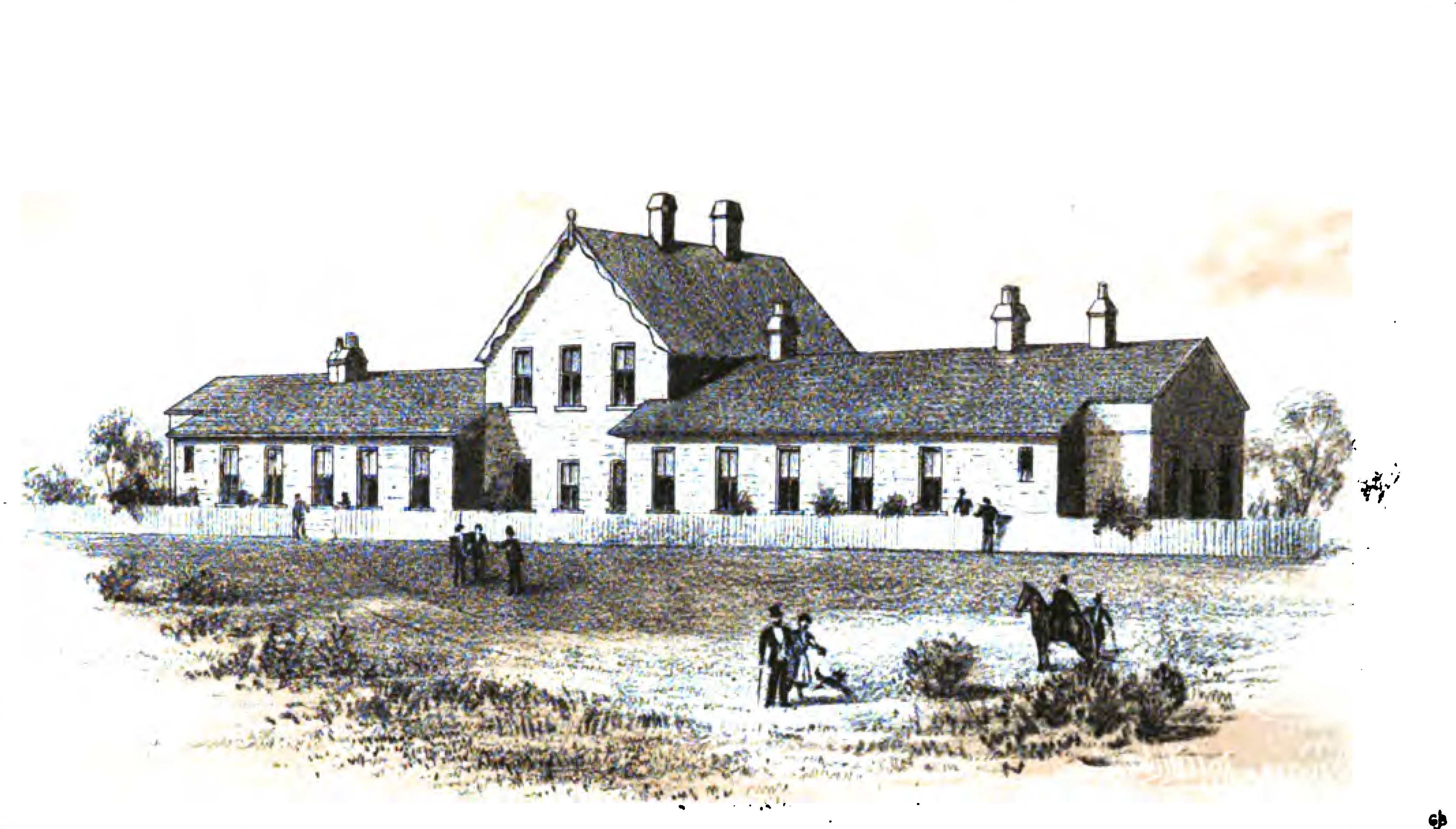
Il Fever Hospital

Tra i due nacque una vera e propria collaborazione che porterà poi dei grandissimi vantaggi al Guy's Hospital dal punto di vista medico. Ma i due furono subito costretti a separarsi perché nella primavera del 1816 Bright venne chiamato dal direttore del Willan Fever Hospital per la sua pazienza e perseveranza, la sua metodicità e la sensibilità verso i pazienti. Colera, morbillo, tifo, tubercolosi, scarlattina, difterite, vaiolo e pertosse furono le malattie che il medico dovette affrontare. Bright sottolineò sempre l'importanza dell'igiene per prevenire il contagio da un paziente all'altro e fu lui stesso a verificare che le stanze fossero ben arieggiate, i pavimenti puliti, le lenzuola dei letti sistematicamente cambiate. Ma, proprio Richard Jr., che riteneva fondamentale il contatto col paziente, si ammalò lui stesso di tifo: febbre elevatissima, deliri notturni, spossatezza. Vari furono i tentativi di cura: dal salasso, alle purghe, ad antipiretici come l'antimonio, o a particolari tecniche come il ricoprire il corpo da un velo intriso di alcool per far diminuire la febbre.  Bright definì la malattia come una delle esperienze più significative della sua vita perché riuscì a capire cosa significasse essere un malato e dipendere dalle decisioni di un medico. Subito dopo la guarigione, fu di nuovo al lavoro al Fever, in cui ebbe modo di sostenere pubblicamente che la medicina in quel tempo stava attraversando una fase di stallo, che si doveva dare particolare attenzione ai segni clinici, alla sintomatologia e poi relazionare questi sintomi con l'autopsia dopo la morte del paziente. Ogni organo doveva essere studiato nei minimi dettagli e fu proprio da questo tipo di indagine che Bright intuì per la prima volta che gli edemi potevano essere collegati al rene; poiché lo studio su quest'organo a Londra non era particolarmente sviluppato, si spostò in Germania, Austria e Francia e in Italia per concentrarsi su di esso e su altre malattie come il cretinismo e le malattie cardiache e tiroidee. Furono anni importantissimi per Richard Jr.: nel marzo 1820 fu dichiarato membro della Royal Society e, nello stesso periodo, arrivò la notizia che aspettava: fu nominato al Guy's Hospital.

### L'attività di medico al Guy's e la pubblicazione deiMedical Reports
Quando fu assunto, furono subito introdotte una nuova serie di misure igieniche e una più rigida disciplina negli ospedali. Si distinse anche per la stima e il rapporto fisso e diretto con gli infermieri che svolgevano un ruolo fondamentale nei confronti dei malati. Non dimenticò mai l'importanza di osservare giorno per giorno gli organi malati che venivano prelevati dopo la morte e di partecipare a frequenti dissezioni anatomiche dando molta importanza all'anatomia patologica. Fu proprio in questo periodo di intenso lavoro che ebbe modo di frequentare la casa del dr. Babington e quindi di esporsi al pubblico e di farsi conoscere in qualità di nuovo medico: era un ambiente in cui poteva godere di un po' di tranquillità ma fu anche quella l'occasione di dar spazio alla sua vita sentimentale provando un forte attrazione per la nipote del dr. Babington: Martha. Era una ragazza molto giovane, vivace, di grandi qualità, incantevole e graziosa, seppe conoscere gradualmente i difetti e i pregi di Bright e farsi stimare dalla famiglia dalla sua famiglia. La loro relazione fu così intensa che poco dopo i due si sposarono: erano sempre insieme e nonostante la vita coniugale comportasse maggiori impegni e responsabilità, Bright riusciva sia a non trascurare la moglie ma anche i suoi studi sulla terapia con il mercurio. Infatti, aveva osservato che in molti pazienti curati con tale metodo, si trovavano tracce nel fegato, nei reni e nel cervello dopo l'autopsia e rivelavano incapacità a deambulare, a parlare, ad articolare e a coordinare i movimenti. Inoltre, la pelle risultava devastata, con macchie su tutto il corpo, così come i capelli e le unghie. Ma Richard Jr. non ebbe modo di completare la sua osservazione perché un evento ben più tragico segnò la sua vita: Martha dopo aver partorito il loro figlio morì cinque giorni dopo forse per febbre puerperale. 

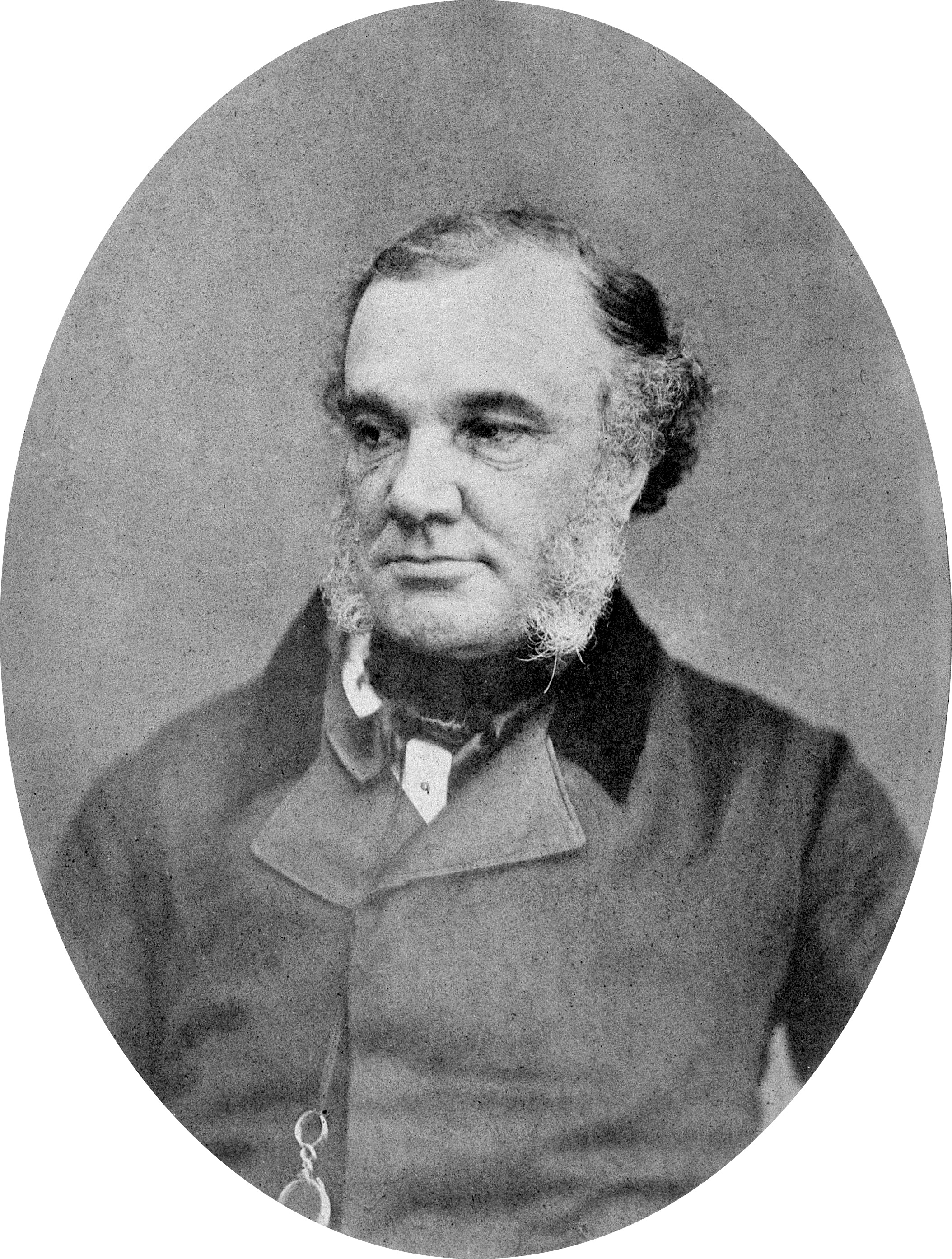
Thomas Addison

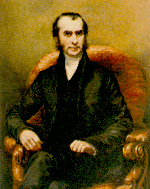
Thomas Hodgkin

Questo evento segnò la vita del giovane medico che si trovò, impreparato, ad accudire il figlio William Richard, che necessitava di tutte le attenzioni che un neonato merita. Due aiuti fondamentali lo spinsero ad andare avanti: il primo venne dalla famiglia che non lo lasciò mai solo, il secondo dal suo lavoro incessante al Guy's Hospital che lo indusse, come egli scrisse, a sentire di meno la mancanza di una ragazza che seppur per poco tempo era stata molto importante per la sua vita. Un'ulteriore consolazione fu la nomina di professore di medicina pratica grazie alla quale egli poté inculcare nei suoi allievi l'importanza dell'auscultazione immediata del petto dei pazienti e della percussione. Cominciò anche ad essere un seguace della semeiotica epatica e oculare dicendo che gli occhi sono la scena della vita e un attento analizzatore delle escrezioni umane come feci, muco, saliva e pus. Tutti i tipi di urina venivano esaminati per rilevare la presenza di albumina e zuccheri. Bright fu di così grande aiuto al Guy's (separatosi dal St.Thomas) che, quando nel 1825, fu costruita una scuola medica il direttore non esitò a nominarlo professore di medicina teorica e pratica. Due altri nomi erano quelli del calibro di Thomas Addison (che aveva già incontrato) e Thomas Hodgkin: il primo era professore di materia medica e patologia mentre il secondo, dalle notevoli qualità, era stato nominato docente di anatomia patologica. Dall'ottobre 1825 fino all'estate 1827 Bright si dedicò alla ricerca spinto dall'amicizia dei due colleghi. Nonostante l'insufficienza e l'inadeguatezza degli strumenti riuscì a descrivere la causa della glicosuria, a trattare casi di gangrena e ascesso polmonare, laringite, tubercolosi ecc. Si dedicò allo studio delle malattie su vari pazienti e nell'agosto 1827 pubblicò con enorme successo i Reports in medical cases, selected with a wiew of illustrating the symptoms and cure of diseases by a reference to morbid anatomy in cui trovarono largo spazio le disfunzioni renali (con la descrizione di 30 casi) che Bright era riuscito ad osservare ma non a trovare un trattamento che provocasse la guarigione e non il peggioramento del paziente (come accadeva col mercurio). Fu nel 1829 che la ricerca sulle cause delle malattie del rene lo portò a scoprire quello che divenne noto come "morbo di Bright": per questo motivo viene universalmente considerato come il "padre della nefrologia".

### L'amore con Eliza e i riconoscimenti
Cominciò a frequentare, dopo la morte di Martha, un'altra donna, Eliza, da cui ebbe ben sei figli. Fu una relazione abbastanza tormentata perché da una parte la nuova compagna non riusciva a tollerare le assenze del marito e dall'altra Bright cercava sempre di assolvere al suo compito da medico. Furono anni importanti per Richard Jr:  nei quattro anni dal 1829 al 1832 si dedicò alla stesura del secondo volume dei Medical Reports in cui ampliò il discorso sulle nefriti e sulle altre malattie. Si trattava di un manuale con più di quattrocento pagine in cui venivano riportate tutte le osservazioni che egli faceva in camera mortuaria o a contatto con i pazienti. Trovarono spazio in questo volume casi di afasia, cefalee, isteria, epilessia ed emorragia cerebrale ma non fu tralasciata nemmeno la descrizione dell'arresto cardiaco e del morbo di Addison, di nevrosi e allucinazioni (influenzato anche dai deliri che aveva avuto quando era stato malato di tifo). I Medical reports ma anche l'attività di Bright ebbero così tanta influenza e importanza che il 25 giugno 1832 Bright fu nominato all'unanimità membro del Collegio reale dei medici. Ovviamente la nomina portò con sé una serie di conseguenze piacevoli: varie furono le chiamate presso altri ospedali, fu scelto per impartire le Goulstonian Lectures. Anche qui fu un grande successo tanto che con sole tre lezioni sui quattro tipi di nefriti e sui reports clinici e in camera mortuaria che egli redasse, riuscì a catturare l'attenzione di tutti e ottenne una vera e propria standing ovation e la pubblicazione sul London Medical Gazette. Divenne anche uno stimato docente per la sua professionalità, sensibilità e la passione che inculcò nei suoi allievi, ma anche per il modo in cui insegnava a visitare, fare diagnosi e prescrivere la giusta cura ai pazienti. Gli anni 1832-34 furono particolarmente incisivi per Bright: si trovò a fronteggiare anche un'epidemia di colera contro la quale egli fu uno dei primi a capire che l'avanzamento della malattia poteva essere bloccato adottando idonee misure igieniche (l'igiene intesa nel senso moderno del termine nasce pressappoco in questo periodo). Intanto una dei sei figli, Anne, morì forse per un'infezione polmonare nonostante egli avesse fatto di tutto per salvarla. Ancora una volta il lavoro lo aiutò: nel 1835 si stava dedicando ad ultimare una rassegna di ventinove casi su tumori della milza, dell'addome, del rene e del fegato, su ernie di vario tipo e sull'osservazione che ventinove donne affette da tumore alle ovaie, prima di morire, registravano un notevole calo ponderale. Inoltre, un altro caso clinico lo aveva profondamente segnato: una fanciulla di diciannove anni era giunta al Guy's in condizioni critiche ed in preda a vomiti. Per la prima volta nella sua vita, Bright aveva potuto constatare che il cuore della ragazza si era spostato nel lato destro del petto e che nella parte bassa dei polmoni si sentivano dei rantoli respiratori. Dopo la morte, Bright vide con l'autopsia che un'enorme ernia addominale aveva provocato effetti devastanti sulle viscere della ragazza.

### Le pubblicazioni e l'inizio della malattia
Fu questo caso che ispirò Bright e Addison (Hodgkin aveva abbandonato l'ospedale pochi anni prima per lo scarso riconoscimento datogli sugli studi del sistema linfatico) a riportare in auge i Guy's Hospital Reports che, abbandonati nel 1798, furono ripresi nel 1836; in essi trovò largo spazio la malattia nota come morbo di Bright descritta nei minimi particolari, ma anche la relazione che egli aveva evidenziato tra malattie renali e disturbi cardiaci. Nel 1839 furono pubblicati anche i The Elements of Pratical Medicine per aiutare gli studenti nella medicina pratica con appunti di anatomia e fisiologia e per sottolineare che il medico doveva essere anche un buon infermiere, cioè stare dalla parte del paziente, prendersene cura, cercare di rendere quanto più serena possibile la sua degenza.

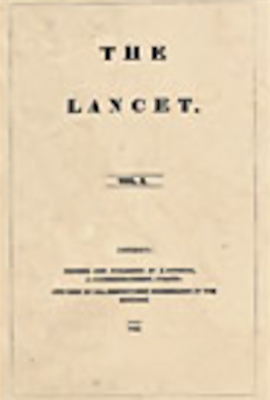
Il The Lancet

Questi due reports ottennero anche le critiche sia del Lancet (che riteneva questi articoli disordinati e privi di un buon arrangiamento) ma anche di qualche nemico, che, invidioso della fama crescente di Bright, cercava in ogni modo di denigrarlo e di destabilizzarlo. Ma queste polemiche non scoraggiarono Richard Jr., il quale ebbe l'idea di formare una sorta di équipe di quattro medici sotto il suo controllo in modo tale da studiare ancora più precisamente il rene, i tessuti da cui è formato, le analogie e differenze con quello dei gatti, la fisiologia di quest'organo in condizioni di salute e di malattia. Ormai Bright occupava un posto di notevole rilievo nel Guy's tanto che veniva consultato anche nelle decisioni di carattere amministrativo dell'ospedale. Ricevette la Monthyon Medal, una sorta di Premio Nobel attuale, per il suo lavoro ingegnoso sul rene, fu nominato Presidente della Società medico-chirurgica, Censore del Collegio Reale dei medici, e vari ospedali in tutta Europa cercarono di portarlo all'interno della loro cerchia.
Una notizia stravolse Bright: suo padre all'età di ottantaquattro anni, vittima di un ictus, ormai era in fin di vita. Nonostante i tentativi di salvarlo da parte del dr. Estlin e del dr. Lovell non ci fu nulla da fare e nel gennaio 1840, Richard Sr. morì.
Anche la sua salute cominciò a peggiorare: infatti nella primavera del 1843 fu in preda ad estenuanti nausee, a tachicardia e a disidratazione. Fino a che non sopraggiunse la febbre, Bright continuò a lavorare al Guy's in cui stava conducendo delle osservazioni sull'urina con tracce di albumina ma stava studiando anche il collegamento tra sistema renale e cardiovascolare in particolare nell'ipertensione. La convalescenza fu lunga e, nonostante recuperasse a poco a poco le forze, non sentiva più la stessa vivacità di prima; infatti decise di rimanere lontano da Londra e di concedersi un periodo di riposo ad Alverstoke a casa di Mr. Crocker che gli aveva offerto la sua casa. Ben presto Richard Jr.  si accorse che non era più in grado di reggere i ritmi incalzanti del Guy's e che la sua famiglia ed in particolare Eliza avevano bisogno di lui. Così all'inizio del 1844 Bright diede le sue dimissioni dall'ospedale che aveva segnato la sua vita, vedendolo crescere nella sua attività da medico. Anche se si mantenne sempre in contatto con l'ospedale, la sua esperienza lavorativa vera e propria poteva dirsi conclusa.

### Gli ultimi anni
Si sa molto poco dei pazienti di cui si prese cura Bright negli ultimi quindici anni della sua vita. Dal poco materiale restante si nota che Richard rimase un attento osservatore e dotato di un'acuta memoria fotografica. Ricevette la notizia che il figlio William sarebbe diventato un medico come lui e il nonno Babington. Purtroppo pochi anni dopo, nel 1849, lo stesso Willie morì. Fu una tragedia per Bright ed Eliza che trovarono, seppur con difficoltà, la forza per andare avanti. Fu chiamato anche dalla Regina Adelaide che ormai stava soffrendo da tanto tempo. Due altri medici Sir Davies e il Dr. Watson non riuscivano a capire di quale malattia fosse affetta mentre Bright, al suo arrivo, dopo una sorta di anamnesi, appoggiò il suo stetoscopio (strumento inventato da Laennec nel 1819) sul petto della regina e avanzò l'ipotesi che si trattasse di un tumore polmonare. Nonostante questi impegni "privati" e le visite al Guy's per vedere l'andamento delle ricerche sulle nefriti, Bright passava molto tempo a casa con i suoi figli: Follett era iscritto all'Athletics Sport Club, ma morì nel 1851, Franck era diventato uno stimato storico e avvocato, Clara era ancora diciassettenne ed Emily di qualche anno più grande e, oltre allo studio, le due sorelle si dedicavano alla ginnastica ritmica, all'arte ed avevano un'intensa vita culturale. Ormai, però, Bright sentiva che le sue forze cominciavano a vacillare: nel 1851 cominciò a soffrire di epistassi e di sintomi di scompenso cardiaco. Nonostante cercasse di nascondere i sintomi della malattia, arrivò ad un punto in cui soffrì di vertigini atroci e fu costretto a letto per giorni. Addirittura, egli prese nota del suo ritmo cardiaco e si diagnosticò una stenosi aortica. Trascorse la convalescenza nel Lancashire, sebbene non riuscisse a fare a meno dei suoi pazienti e del Guy's. Ricevette ancora una volta la chiamata dalla casa reale perché i figli della regina si erano ammalati di morbillo: Bright riuscì a curarli, ma a morire per questa malattia fu il figlio Henry. Intanto le sue condizioni peggiorarono progressivamente: a volte rimaneva senza respiro, dolori lancinanti al petto lo assalivano. 

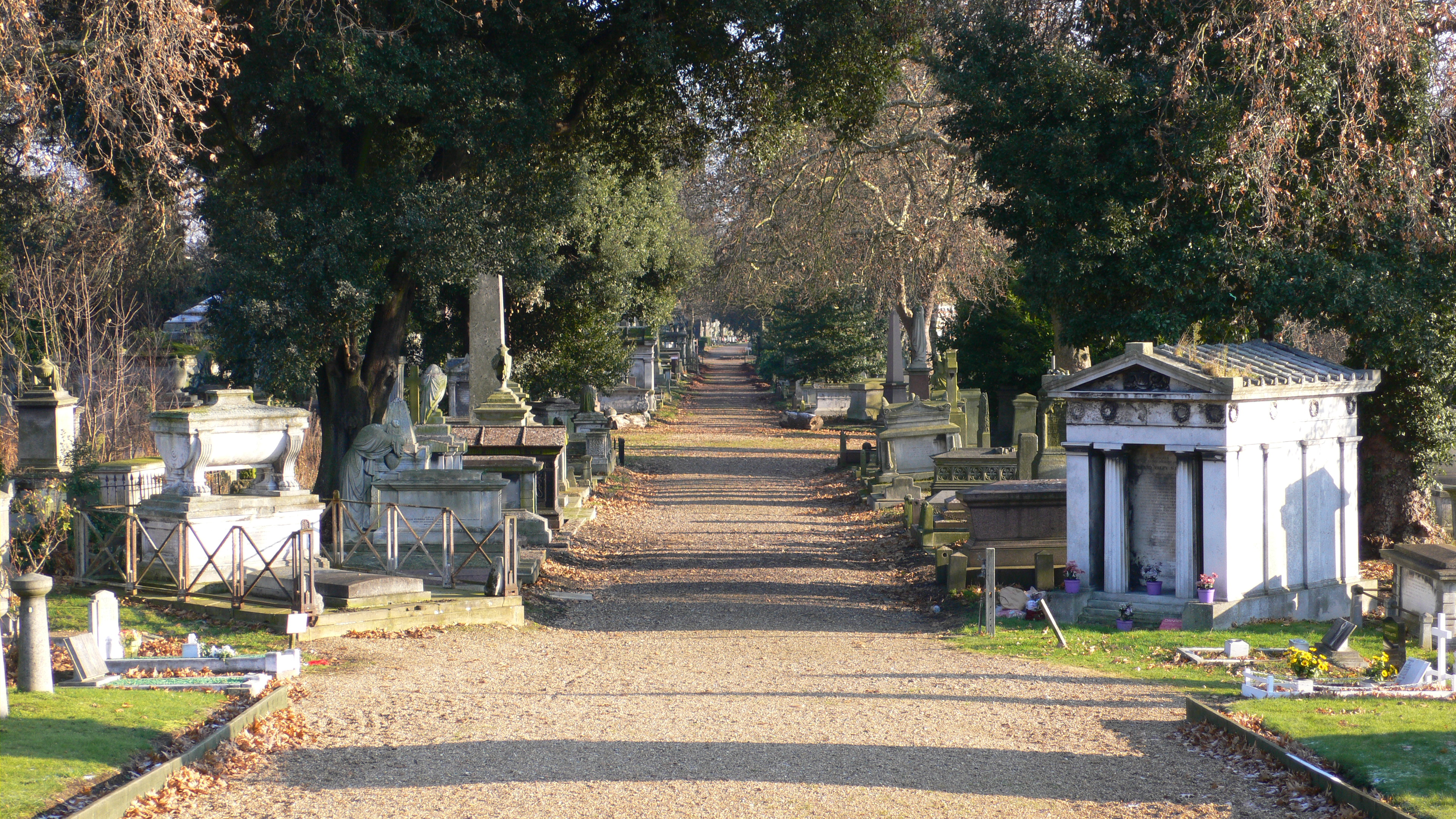
Il Kensal Green Cemetery

Cercò di cambiare aria recandosi con Eliza prima in Francia e poi in Italia; l'11 dicembre 1858 Bright si ammalò gravemente per via di complicazioni legate a una malattia del cuore, ma non gli fu possibile ricoverarsi. Morì cinque giorni dopo a Londra all'età di 69 anni. Il dolore per i famigliari fu atroce e pure sul the Lancet veniva scritto: 
 Il funerale fu celebrato in estrema semplicità al Kensal Green Cemetery ed un'iscrizione funeraria in sua memoria è tuttora presente nella chiesa di St. James, Piccadilly. Ecco il suo epitaffio:
(Pamela Bright, Dr Richard Bright (1789-1858))

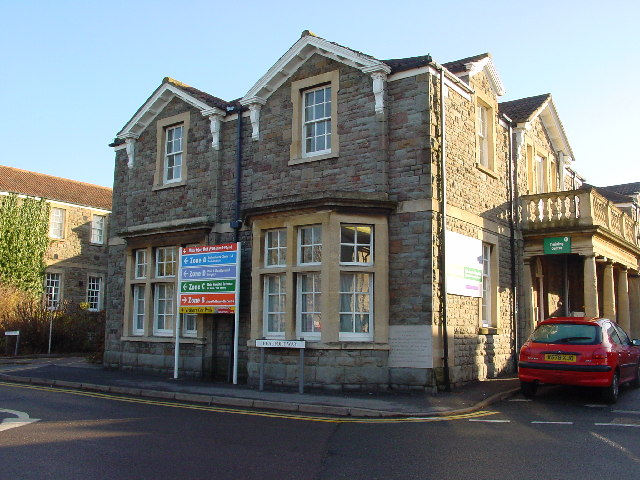
Il Southmead Hospital

La sua casa natale ad Ham Green ospita il Southmead Hospital, in cui ha sede l'Unità Renale a lui dedicata.

## Scoperte scientifiche
Sebbene la pratica e l'insegnamento della medicina occupassero gran parte del suo tempo, Richard Bright seppe sfruttare le occasioni offerte dal Guy's Hospital per portare avanti la propria attività di diagnostico: attraverso gli esami sui pazienti e molte autopsie, egli cercava di correlare segno, sintomo e lesione. I risultati della sua esperienza clinica e delle sue osservazioni patologiche vennero raccolti nella sua opera maggiore, Reports of medical cases, pubblicata in due volumi (1827-31).
L'attenzione di Bright fu particolarmente attratta dalle malattie del rene. Fino ad allora, esse erano considerate un evento raro evidenziato da segni quali l'oliguria ed il raggrinzimento dell'organo interessato. Il più importante contributo del medico inglese in tale ambito fu quello di definire la disfunzione renale che ancora oggi è nota come "malattia di Bright". Il sintomo principale è un livello patologico di albumina nelle urine, che egli riuscì a rilevare senza i moderni metodi quantitativi; semplicemente, ne versava un po' in un cucchiaio e lo riscaldava con la fiamma di una candela: la formazione di un coagulo denunciava l'albuminuria.
Bright riuscì, inoltre, a valutare la diminuzione del peso specifico delle urine ed ad individuare lesioni a livello glomerulare; grazie a questi esami più approfonditi, fu in grado di distinguere tre forme cliniche della malattia, che possono essere ricondotte approssimativamente all'odierna classificazione di nefrite acuta, nefrite subacuta (nefrosi) e nefrite cronica.
Visto il grande successo ottenuto, venne aperto un vero e proprio reparto di nefrologia al Guy's Hospital, con annesso un laboratorio e locali finalizzati all'insegnamento. Nonostante le numerose ricerche anche in altri ambiti, Bright divenne ben presto celebre proprio per i suoi studi sulle disfunzioni renali, ma, afflitto da alcune disgrazie familiari, tra le quali la malattia che lo colpì al cuore e la morte di alcuni figli, non riuscì più a gestire la frenetica attività lavorativa, decidendo di ritirarsi a vita privata.

## Opere principali
- Travels from Vienna, trought Lower Hungary, with some remarks on the State during The Congress in the year 1814 (1818)
- Reports in medical cases, selected with a wiew of illustrating the symptoms and cure of diseases by a reference to morbid anatomy (1827)
- Guy's Hospital Reports (1836)
- The Elements of Practical Medicine (1839)